# Andrej Mazoenov

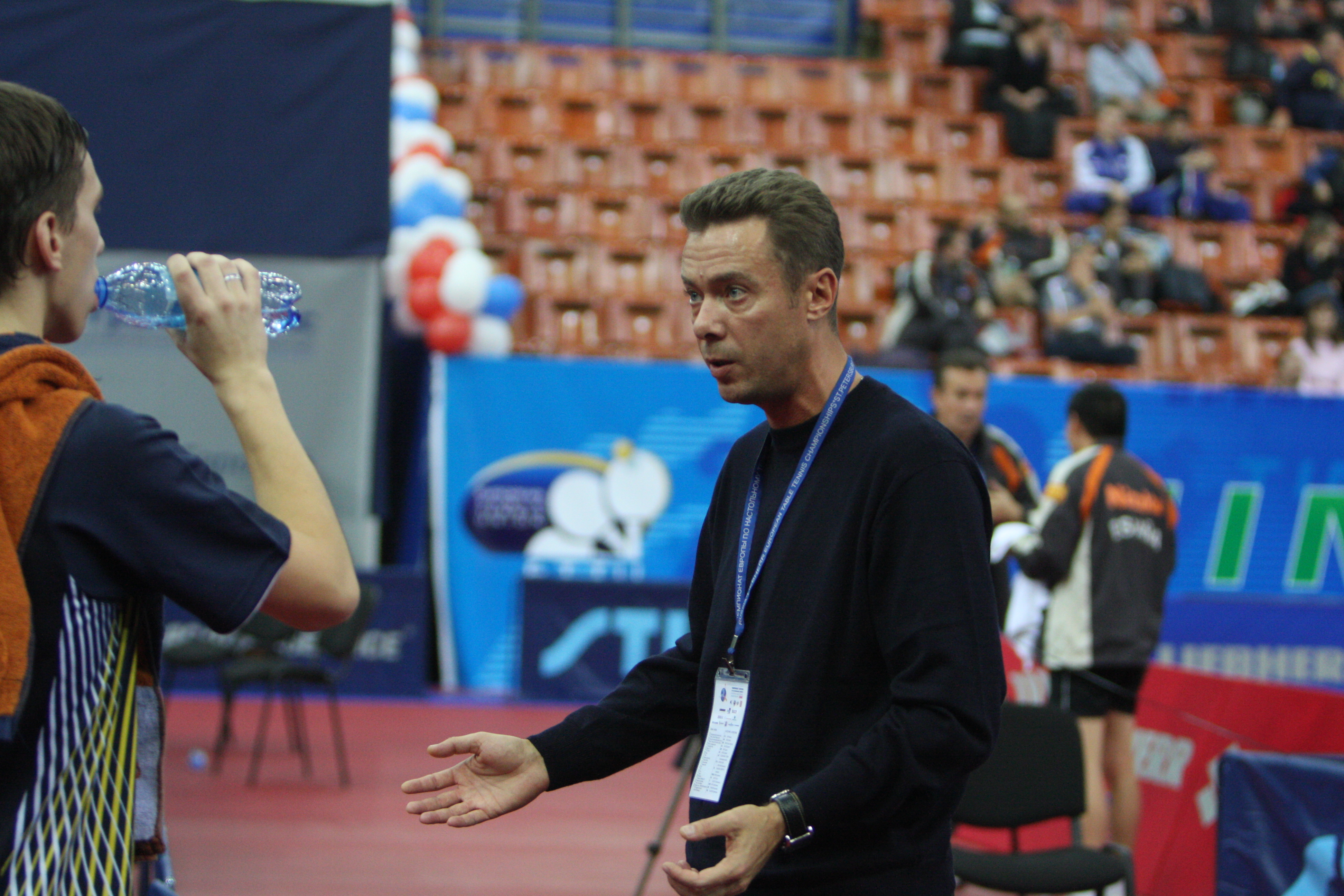
Andrej Mazoenov (2008)

Andrej Mazoenov samen met zijn broer Dmitri (1989)

Andrej Vjatsjeslavovitsj Mazoenov (Russisch: Андрей Вячеславович Мазунов) (Nizjni Novgorod, 31 maart 1967) is een Russisch tafeltennisser. Hij bereikte in 1988 de finale van de Europese kampioenschappen enkelspel en in 1992 samen met zijn jongere broer Dmitri Mazoenov die van de World Doubles Cup, maar kon nooit een internationale (senioren)titel op zijn naam schrijven.

## Sportieve loopbaan
Mazoenov maakte zijn debuut op het internationale (senioren)circuit tijdens de wereldkampioenschappen in Tokio 1983. Dat was het eerste van acht WK's waaraan hij tot en met 1999 deelnam. Zijn succesvolste toernooi was dat van Chiba 1991, waarop hij samen met zijn broer brons won in het dubbelspel. Het bleek zijn enige medaille op een officieel WK.

Mazoenov miste een andere wereldtitel toen hij in 1992 opnieuw samen met zijn broer de finale van de World Doubles Cup haalde. Daarin prolongeerden de heersend kampioenen Kim Taek-soo en Yoo Nam-kyu) niettemin hun titel. 
Nadat Mazoenov in 1981 Europees kampioen enkelspel was geworden bij de cadetten en in 1984 bij de junioren, kwam hij in Parijs 1988 het dichtst bij dezelfde titel voor senioren. Tot aan de finale bleef de Rus op de goede weg, maar daarin moest hij de Zweed Mikael Appelgren vervolgens zijn tweede (van drie) Europese enkelspeltitels toestaan. Hij plaatste zich van 1985 tot en met 1991 ieder jaar voor de Europese Top-12, maar kwam daarop nooit verder dan de zevende plaats (in zowel 1986 als 1988).
Mazoenov vertegenwoordigde zijn vaderland op de Olympische Zomerspelen van 1988, 1992 en 1996. Zijn beste prestatie daarop was een kwartfinaleplaats in het dubbeltoernooi van '92, samen met zijn broer.

## Erelijst
Belangrijkste resultaten:
- Verliezend finalist World Doubles Cup 1992 (met Dmitri Mazoenov)
- Brons dubbelspel wereldkampioenschappen 1991 (met Dmitri Mazoenov)
- Vierde plaats landenploegen wereldkampioenschappen 1989
- Laatste zestien enkelspel wereldkampioenschappen 1987
- Kwartfinale dubbelspel Olympische Zomerspelen 1992 (met Dmitri Mazoenov)
- Verliezend finalist enkelspel Europese kampioenschappen 1988